# Парій Федір Микитович
Федір Микитович Парій (19 березня 1943 — 24 або 25 січня 2016) — видатний український учений — генетик-селекціонер, завідувач кафедри генетики, селекції рослин та біотехнології Уманського національного університету садівництва, доктор біологічних наук.

## Біографія
Народився Ф. М. Парій у 1943 р. у с. Іваньки Маньківського району на Черкащині. У 1965 році закінчив Уманський сільськогосподарський інститут і працював на виробництві агрономом. Протягом 1968—1971 рр. навчався в аспірантурі при Українському науково-дослідному інституті землеробства зі спеціальності «Генетика». Після закінчення аспірантури працював у лабораторії генетики вказаного закладу, а у 1978 році перейшов в Інститут молекулярної біології і генетики АН України. З 1986 року його наукова діяльність пов'язана з Інститутом цукрових буряків УААН. У 2001 році Ф. М. Парій організував Всеукраїнський науковий інститут селекції (ВНІС), в якому досить плідно займався селекційною та винахідницькою діяльністю. Для передачі досвіду і наукових знань молоді в 2007 р. Ф. М. Парій перейшов працювати до Уманського національного університету садівництва на посаду завідувача кафедри генетики, селекції рослин та біотехнології.
Кандидатську дисертацію «Вивчення ефекту гетерозису у тетраплоїдної кукурудзи», підготовлену під керівництвом професора Ю. П. Мірюти, захистив у 1974 р., а докторську — «Генетичне покращення гібридних буряків» — у 1993 році.

## Наукова та викладацька діяльність
Наукові дослідження Ф. М. Парія пов'язані з розробкою технології селекційного процесу. Ним установлено наявність у аутополіплоїдів ефекту гетерозису, який визначається поліалельними взаємодіями, і розроблено схеми використання такого ефекту. Доведено закономірність зміни ознаки стерильність-фертильність у ідиотипів цукрових буряків зі стерилізуючою плазмою. Запропоновано тригенну модель детермінації ознаки стерильність-фертильність і на цій основі розроблено десять винаходів зі створення закріплювачів стерильності та стерильних форм. Установлено ефект зв'язку ознаки стерильність-фертильність з елементами продуктивності гібридів цукрових буряків і з використанням цього ефекту розроблено шість способів відбору закріплювачів стерильності та створення гібридів цукрових буряків. З'ясовано явище виникнення спонтанно диплоїдизованих рослин і розроблено принципи використання маркерних генів для виділення гаплоїдних і диплоїдизованих рослин та на основі цього розроблено чотири способи отримання гомозиготних рослин. Вивчено закономірність зміни псевдосумісності при самозапиленні буряків та запропоновано способи створення ліній буряків. Обґрунтовано та запропоновано до використання у технологічному процесі селекції буряків способи створення ліній, оцінки комбінаційної здатності, створення закріплювачів стерильності, стерильних форм, відновлювачів фертильності та батьківських компонентів. Для промислової експлуатації гетерозису запропоновано способи одержання гібридного насіння та створення гібридів. За допомогою цих способів отримано низку гібридів цукрових буряків та перші вітчизняні гібриди кормових буряків на стерильній основі.
За встановленим явищем вибіркової елімінації анеуплоїдних гамет у аутополіплоїдів ученим розроблено способи одержання гібридного насіння буряків та відбору збалансованих тетраплоїдів, із використанням яких створено триплоїдний гібрид цукрових буряків «Аратта» та тетраплоїдний сорт кормових буряків.
Федір Микитович запропонував принципово нову схему одержання гібридного насіння із використанням системи самонесумісності та цитоплазматичної чоловічої стерильністі і за цією схемою створено гібриди цукрових буряків «Аватар» і «Аббатіса» зі спрощеним насінництвом.
Розроблено основи селекції гібридів кукурудзи із забарвленням зернівки й технологію отримання гібридного насіння кукурудзи, яка дає змогу в процесі насінництва за забарвленням зернівок контролювати генетичну чистоту та стерильність компонентів схрещування, гібридність насіння першого покоління і за необхідності відокремлювати негібридні зернівки фотоелектричним шляхом.
Схрещуванням тривидових тритикале із пшеницею спельта Ф. М. Парій вперше створив чотиривидові тритикале, на основі яких виведено сорти «Алкід» і «Тактик». Він розробив вісім способів відбору пшенично-житніх хромосомно заміщених форм тритикале, і на основі заміщення створив перший сорт «Стратег».
Ф. М. Парій підготував шість кандидатів наук та одного доктора сільськогосподарських наук. Ним опубліковано понад 150 наукових робіт. Він автор 60 винаходів із технології селекції рослин та 90 сортів і гібридів різних сільськогосподарських культур. Серед них сорт пшениці «Артемісія» з підвищеним вмістом білка; перші в Україні сорти пшениці спельти «Зоря України» і «Європа»; гібрид соняшнику «Армагедон», стійкий до гербіциду «Євролайтнінг»; гібриди «Ауріс» і «Матадор», стійкі до гербіциду «Експресс».

## Нагороди та премії
За плідну наукову, педагогічну і громадську діяльність Ф. М. Парія нагороджено трудовою відзнакою Міністерства аграрної політики та продовольства України «Знак пошани», почесними грамотами Міністерства освіти і науки, молоді та спорту України й Черкаської обласної державної адміністрації.
У 2012 році колектив кафедри нагороджений Міністерством аграрної політики та продовольства України золотою медаллю «За розробку і впровадження високопродуктивних сортів рослин сільськогосподарських культур».